# Putout

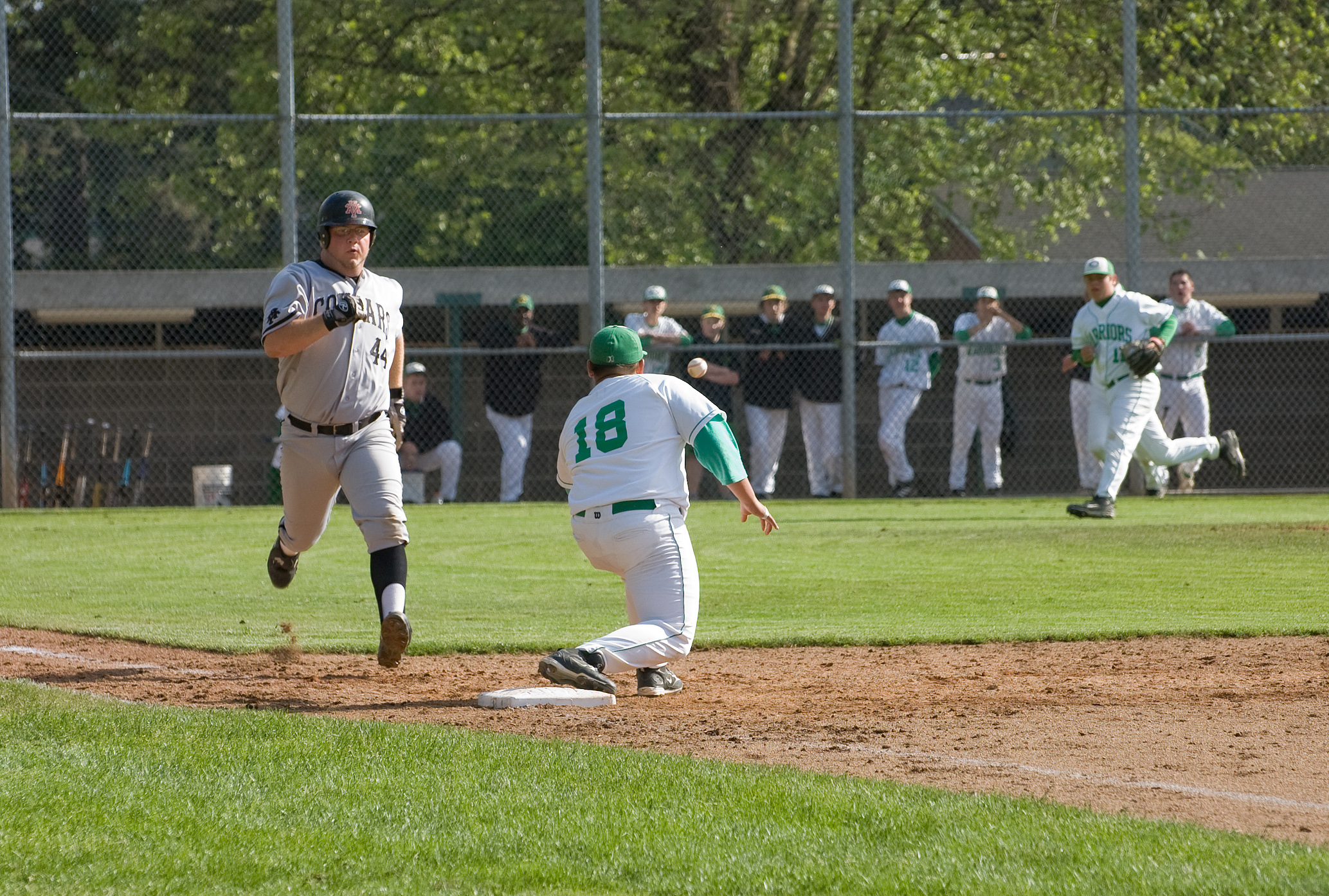
Uma tentativa de putout na primeira base.

Nas estatísticas do beisebol, um putout (PO) é dado a um jogador de defesa que registra uma eliminação por um dos seguintes métodos:
- tocando um corredor com a bola quando ele não estão em contato com a base;
- pegando uma bola batida ou lançada e pisando numa base para eliminar um batedor ou corredor;
- pegando uma bola lançada e pisando numa base para registrar uma eliminação numa jogada de apelação;
- receptando um terceiro strike;
- estando posicionado próximo a um corredor eliminado por interferência.